# Нона Йотова
Вижте пояснителната страница за други личности с името Нона.
Нона Йотова е българска театрална актриса и поп певица.

## Биография
Родена е на 25 октомври 1966 г. в семейството на писателя Кръстьо Кръстев, автор на дванадесет книги. От малка се интересува от музиката – баба ѝ е народна певица, майка ѝ също се занимава с музика, двамата братя на майка ѝ са музиканти – тромпетист и перкусионист. Освен музиката, Йотова се занимава и с театър.
През 1991 г. завършва ВИТИЗ „Кръстьо Сарафов“ със специалност актьорско майсторство за драматичен театър в класа на професор Елка Михайлова. Заедно с режисьора Николай Георгиев основава Първия български женски театър, като първата ѝ роля в него е на Сирано дьо Бержерак в едноименната постановка. Благодарение на тази роля, Йотова получава покана от Театър „Българска армия“ през 1992 г., където играе роли в пиеси на Марсел Паньол, Юджийн О'Нийл, Иван Радоев, Антон Чехов, Николай Гогол, Деян Дуковски, Уилям Шекспир, Сам Шепърд, Артър Милър и други. Освен в този театър, Нона Йотова има участия и в Театър „Възраждане“ и в Свободен театър. 
Играе и на сцената на Театър 199 в спектаклите „Влюбена, сгодена, изчезнала“ от Щефан Фьогел и „Пиеса за двама“ от Тенеси Уилямс. Отпечатъците ѝ са на Стената на славата пред Театър 199.
Има роли и в два игрални филма: „La Donna E Mobile“ на Нидал Алгафари и „Емигранти“ на Ивайло Христов.
Участва и в епизодите от „Къде е батко?“. Йотова е българският глас на Злата кралица в дублажа на анимационния филм „Снежанка и седемте джуджета“ (1937), записан в студио „Александра Аудио“.
Успоредно с работата си в театъра, Йотова композира и изпълнява авторска музика. Записва седем студийни албума: „Омана“ (1993), „Среднощен вятър“ (1996), изцяло акустичните „Нона“ (1997), „Не завиждам“ (2001), „Terra Incognita“ (2003), „Преоткриване“ (2005) и „Ловци на бисери“ (2023), като последният е изцяло по музика на Нона Йотова, аранжимент на Дани Милев, а текстовете на песните са от български поети.
През 2003 г. води научно-популярното предаване за археология „Непозната земя“ по БНТ. През 2015 г. участва в третия сезон на „Като две капки вода“, където завършва на 7-о място.
През март 2017 г. е избрана за народен представител в XLIV народно събрание от гражданската листа на БСП, от 24-ти многомандатен избирателен район – София, въпреки че тя не е член на партията.
Тя е създателка на фестивала „Звезди на театъра“, който се провежда в Разлог.

## Личен живот
Нона Йотова е омъжена за бившия вътрешен министър Богомил Бонев, с когото имат един син – Йоан.

## Скандалът „Бургас и морето“
През 2008 г. Йотова участва в конкурса „Бургас и морето“. Нейната песен, заедно с тези на Панайот Панайотов и Маргарита Хранова с песен на Тончо Русев, не са допуснати и отпадат още в предварителния кръг. Нона Йотова обвинява организаторите на конкурса в корупция и непочтеност, а конкурса нарича „шибан“.
В отговор Ваня Щерева, една от членовете на журито, заявява: „Беше ми много смешно, когато чух, че аз съм скъсала Тончо Русев. Някои музиканти си мислят, че са абонирани за фестивалите. Няма вечни неща – и на най-добрия творец се случва да напише и недобри произведения“.

## Телевизионен театър
- „Гнездото“ (1997) (Йордан Радичков) – мюзикъл
- „Далила“ (1995) (по Владимир Мусаков, реж. Вили Цанков)

## Филмография
- „Мъж за милиони“ (тв, 2006) – французойка с шапка
- Емигранти (2002) – Нели
- Клиника на третия етаж (1999), 35 серии – Тя (в 1 серия: X)
- Някога...някъде... (1996)
- la donna e mobile (1993) - Жаки, инвалид

## Дублаж
- „Снежанка и седемте джуджета“ (1937) – Злата кралица, 1999

## Дискография

### Студийни албуми
- 1994 – „Омана“, с Иван Лечев
- 1996 – „Среднощният вятър. The Midnight Wind“
- 1997 – „Нона“
- 2001 – „Не завиждам“
- 2003 – „Terra Incognita“
- 2005 – „Преоткриване. Revival“
- 2023 – „Ловци на бисери“

### Компилации
- 1999 – „The Best“
- 2009 – „Ще потъна в очите ти“